# Colom bec-roig
El colom bec-roig (Patagioenas flavirostris) és una espècie d'ocell de la família dels colúmbids (Columbidae) que habita zones arbustives i boscos clars de Mèxic i Amèrica Central, a la llarga de la costa del Pacífic des de Sonora cap al sud, i a la llarga de la costa de l'Atlàntic des de l'extrem sud de Texas, arribant pel sud fins a Costa Rica.